# Emmy Braun

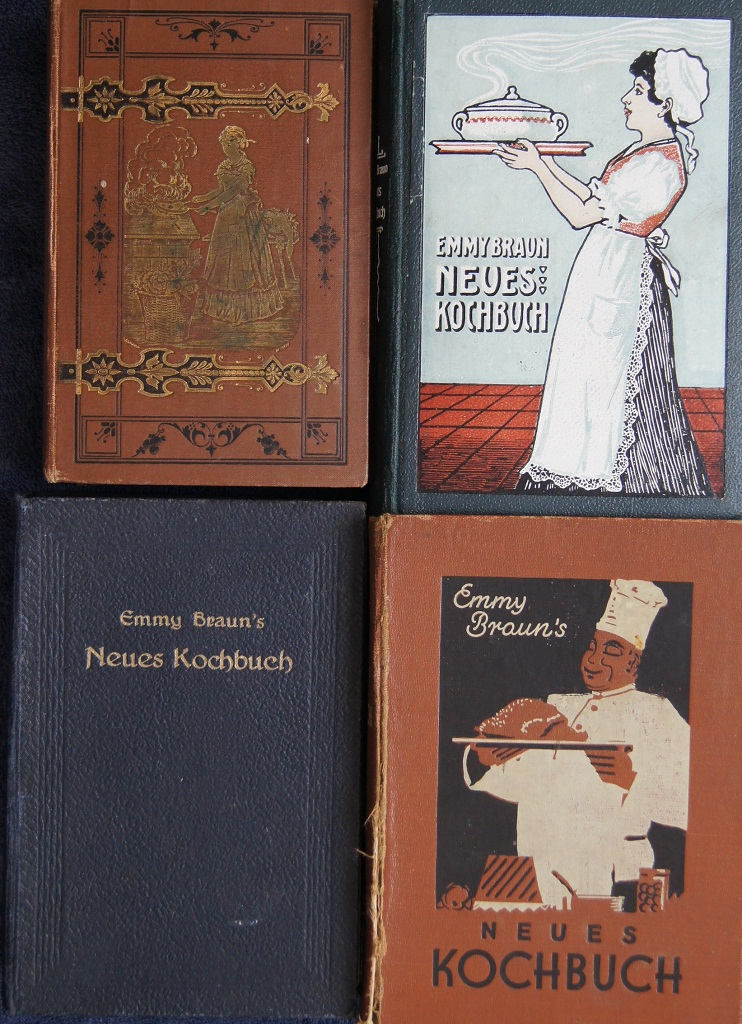
1., 12., 17. und 18. Auflage des Kochbuchs

Emmy Braun, eigentlich Luise Jacob, geborene Luise Lichtenberger (* 25. Mai 1826 in Zweibrücken; † 4. April 1904 ebenda) war eine deutsche Kochbuchautorin. Sie ist neben Anna Bergner (1800–1882) die bekannteste Kochbuchautorin der Pfalz. Ihr Neues pfälzisches Kochbuch für bürgerliche und feine Küche war mit elf Auflagen um die Wende zum 20. Jahrhundert das meistverkaufte Buch in der Pfalz. Es wurde erst von der Pälzisch Weltgeschicht des Autors Paul Münch übertroffen. Auch in Amerika wurde in vielen Haushalten pfälzischer Auswanderer danach gekocht. Die vielen heute noch antiquarisch oder per Online-Auktion erhältlichen Exemplare zeigen, dass die Bücher rege benutzt und mit Anmerkungen versehen wurden. Viele Familien vererbten ihr Neues Kochbuch von Generation zu Generation weiter.

## Leben
Ida Luises Vater war der Zweibrückener Kaufmann Carl Philipp Lichtenberger, der sich mit seinem Vetter Philipp Marcus Lichtenberger von der Rheinschanze (seit 1843 Ludwigshafen) sehr engagiert für den Bau der ersten pfälzischen Eisenbahnverbindung eingesetzt hatte. Der Dichter Oskar von Redwitz (1823–1891) widmete ihr, seinem Jugendschwarm, das Kapitel Louise im Erkerzimmer in seinem autobiographisch geprägten Roman Herman Stark, deutsches Leben (1868).
Im Jahr 1845 heiratete sie den Arzt Franz Carl Jacob (1818–1895) einen Vetter zweiten Grades. In Kaiserslautern wurden dem Ehepaar zwei Söhne und zwei Töchter geboren. 1865 wurde Jacob in den „Landrath der Pfalz“ berufen und sogleich zum Sekretär gewählt. Von 1873 bis 1882 war er der Präsident dieses Bezirksparlaments.
Im Deutsch-Französischen Krieg von 1870 bis 1871 setzte sich Luise Jacob mit ihren Töchtern im Lazarett für die Pflege verwundeter und erkrankter Soldaten ein.
Während eines mehrjährigen Kuraufenthalts in Cannstatt begannen die Jacobs zu schreiben. Ungleich bekannter als seine umfangreichen wissenschaftlichen Abhandlungen war das einzige Werk seiner Ehefrau, die unter dem Pseudonym „Emmy Braun“ die erfolgreichste pfälzische Kochbuchautorin wurde. Man sagte, es sei so oft verkauft worden wie die Bibel.
Bekannt wurde Luise Jacob auch für ihre Stickereien, die 1893 auf der Weltausstellung in Chicago und Kunstausstellungen gezeigt und ausgezeichnet wurden.
Die Grabsteine ihrer Großeltern Adam Jacob und Elisabeth geb. Scherer stehen unter Denkmalschutz.

## Ehrungen

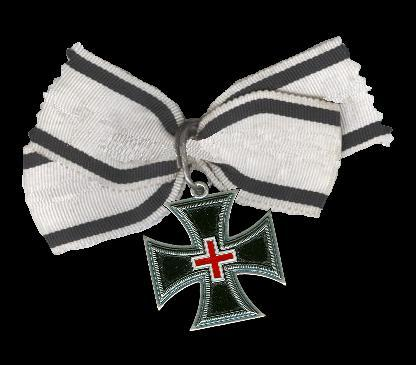
Verdienstkreuz für Frauen und Jungfrauen (Preußen)

Zu ihren Lebzeiten wurde sie mit der Kriegsdenkmünze für Nichtkombattanten, dem bayerischen Verdienstkreuz und dem preußischen Verdienstkreuz für Frauen und Jungfrauen ausgezeichnet. Ihre Handarbeiten wurden ebenfalls mit Medaillen und Ehrenurkunden prämiert.
Im Zweibrücker Stadtteil Oberauerbach wurde die Emmy-Braun-Straße nach der Autorin benannt.

## Werke
- Neues pfälzisches Kochbuch für bürgerliche und feine Küche, in 11 Auflagen erschienen; als Teilauflage von:
- Neues Kochbuch für bürgerliche und feine Küche, seit 1886 in 11 Auflagen erschienen, Schäffer Grünstadt.
- Neues Kochbuch für bürgerliche und feine Küche. Neu bearbeitet von Frida Schäffer, Auflage 12–17, Grünstadt.
- Emmy Braun's Neues Kochbuch. Mit einem Kochlehrbuch. Neubearbeitet und ergänzt von Frau Frida Schäffer und Lehrerinnen des Pfälzischen Wirtschaftslehrerinnen-Seminars Speyer am Rhein. 18. Auflage, Grünstadt 1929.